# Ceiba 2da. Sección
Ceiba 2da. Sección är en ort i Mexiko.   Den ligger i kommunen Tacotalpa och delstaten Tabasco, i den sydöstra delen av landet, 700 km öster om huvudstaden Mexico City. Ceiba 2da. Sección ligger 19 meter över havet och antalet invånare är 506.
Terrängen runt Ceiba 2da. Sección är platt åt nordost, men åt sydväst är den kuperad. Runt Ceiba 2da. Sección är det ganska tätbefolkat, med 56 invånare per kvadratkilometer. Närmaste större samhälle är Teapa, 11,7 km väster om Ceiba 2da. Sección. Trakten runt Ceiba 2da. Sección består till största delen av jordbruksmark.